# لشکر ۵ پیاده (بریتانیا)
لشکر ۵ پیاده بریتانیا (انگلیسی: 5th Infantry Division) لشکر پیاده‌نظام نیروی زمینی بریتانیا است، که در سال ۱۸۱۰ تأسیس شد و در سال ۲۰۱۲ منحل گردید.
این لشکر توسط آرتور ولزلی، اولین دوک ولینگتون، برای خدمت در جنگ شبه جزیره، به عنوان بخشی از ارتش انگلیس و پرتغال تأسیس شد و در بیشتر دوره از آن زمان، از جمله جنگ جهانی اول و جنگ جهانی دوم، فعال بود و اندکی پس از آن منحل شد. این لشکر در سال ۱۹۹۵ به عنوان یک لشکر اداری که ولز و مناطق انگلیسی میدلندز غربی، میدلندز شرقی و شرقی را پوشش می‌داد، اصلاح شد. ستاد مرکزی این لشکر در شروزبری بود. این لشکر در ۱ آوریل ۲۰۱۲ منحل شد.